# Base Aeronaval Río Grande
La Base Aeronaval Río Grande - "Pioneros Aeronavales en el Polo Sur" (BARD) es una base aeronaval de la Armada Argentina en Río Grande, provincia de Tierra del Fuego, Antártida e Islas del Atlántico Sur, con dependencia de la Fuerza Aeronaval N.º 3.

## Historia
La Base Aeronaval Río Grande fue creada el 26 de octubre de 1949 con el objeto de brindar apoyo a las unidades tanto de la Armada como de otras fuerzas  armadas y de seguridad que operaren en la zona.
Como base aeronaval de apoyo, permite el sostenimiento logístico/ operativo de aeronaves y sus tripulaciones que operan en la IGTF. Su ubicación y facilidades le permiten soportar la proyección Antártica. 

### Operación Soberanía
En 1978 y 1979 hubo una probabilidad de guerra entre Argentina y Chile a raíz del conflicto del Beagle. El Grupo Aeronaval Insular comandada por el capitán de navío Roberto Moya se desplegó en la Base Aeronaval Río Grande (BARD) y recibió la función de alistar aeronaves, aeródromos de campaña y medios de apoyo para ejecutar operaciones aeronavales en la isla Grande de Tierra del Fuego.
A raíz de todo ello, en 1978 se adquirió diverso material de apoyo terrestre; se asfaltó a las pistas de aterrizaje de varias estancias y así se las preparó para operar con aviones T-28, C-45 y PC-6; se construyeron refugios subterráneos para alojamiento de personal y habitación de centrales de operaciones, depósitos y pañoles.
En las postrimerías de 1978 el alistamiento había prácticamente finalizado y unidades aéreas de la Armada y del Ejército Argentino se desplegaron en la BARD; a principios de 1979 las unidades regresaron a sus asientos de paz y el Comando de la Aviación Naval (COAN) mantuvo la organización operativa para continuar con el adiestramiento y alistamiento del personal en lo sucesivo. Así fue que en 1979 y 1980 se incorporaron más equipos, se mejoraron los refugios y se intensificó el entrenamiento, alcanzando a ser rutinario, símil Grupo Aeronaval Embarcado. En 1980 y 1981 se construyeron más refugios y una nueva central de operaciones en forma de H.

### Guerra de las Malvinas
Esta base aeronaval prestó apoyo a todos los medios militares del Teatro de Operaciones del Atlántico Sur (TOAS). Desde ella operaron medios de la Fuerza Aérea y la Aviación Naval: cazabombarderos A-4B, A-4Q y M-V Dagger; también operaron desde allí los reabastecedores Hercules KC-130H. Fueron desplegados también medios de defensa aérea y terrestre de la Infantería de Marina y el Ejército.
Para las tareas de ByR fue desplegado un helicóptero Puma y un avión Skyvan de la Prefectura y otros medios.
La Escuadrilla Aeronaval de Exploración (EA2E) inició desde la BARD y otras bases aeronavales vuelos preliminares a la Operación Rosario —desembarco argentino en las islas Malvinas—. Por ello, la EA2E instaló un Centro de Operaciones Conjuntas (COC) para el control de sus vuelos en la Torre de Control Aeronaval.